# Chaenusa hirsutissima
Chaenusa hirsutissima är en stekelart som beskrevs av Robert R. Kula 2008. Chaenusa hirsutissima ingår i släktet Chaenusa och familjen bracksteklar. Inga underarter finns listade i Catalogue of Life.